# Bento Luís Figueira
Bento Luís Figueira foi o terceiro proprietário do Engenho São João Batista, que em 4 de maio de 1593 fundou o povoado de Jaboatão, na então, Capitania de Pernambuco. O nome "Jaboatão" vem do indígena "Yapoatan", numa referência à árvore comum na região, usada para fabricar mastros e embarcações da época.
Em 1873, o povoado passou à categoria de vila e, em 1884, ao ser desmembrado do território de Olinda, foi elevado à categoria de Cidade. A partir de 1989, passou a ser chamada de Jaboatão dos Guararapes, em homenagem ao local das históricas batalhas nos montes Guararapes.